# M'Naguer
M'Naguer (în arabă المنقر) este o comună din provincia Ouargla, Algeria.
Populația comunei este de 14.179 de locuitori (2008).